# Jorge Rossmann
Jorge Rossmann (Santos, 14 de outubro de 1888 — Itanhaém, 25 de dezembro de 1944) foi um político brasileiro.

## Biografia
Jorge Rossmann era filho dos imigrantes alemães Adão Bittencourt Rossmann e de Maria Bittencourt Rossmann. Em 1909 casou-se com Francisca Sampaio, tendo o casal três filhos: José, Renato e Walter. Um bisneto seu, João Carlos Rossmann, foi eleito vereador por Itanhaém.
Em 1932 mudou-se com a família para Itanhaém, tendo a partir de então interagido profundamente com a cidade e seus habitantes, especialmente no que diz respeito a política e saúde. Ainda em 1932 abriu a primeira farmácia do município, preparando e vendendo as fórmulas receitadas pelo único médico na cidade: Antônio Ribeiro Nogueira Júnior.

## Vida política
Anos depois, concorreu e foi eleito vereador pelo município, cumprindo mandato entre maio de 1936 e março de 1937.
Por fim, foi eleito prefeito do município, tomando posse em 25 de julho de 1942. Durante sua administração, a prefeitura arborizou a região central e as avenidas Ruy Brabosa e Condessa de Vimieros. O sistema de recolhimento tributário municipal, muito frágil na época, foi aperfeiçoado. Como resultado, houve um aumento na receita municipal, possibilitando melhorias no serviço de limpeza pública. Ainda como prefeito, Jorge Rossmann fez várias gestões junto ao interventor estadual na época, objetivando que o governo estadual construísse e disponibilizasse um posto de saúde para a cidade, pedido que não foi realizado em seu governo.

## Falecimento
Jorge Rossmann teve um câncer de próstata, e veio a falecer no Natal de 1944, ainda prefeito, antecipando o fim de seu mandato. Como homenagem e reconhecimento pela luta de Jorge pela melhoria do sistema de saúde oferecido à população de Itanhaém, o projeto de lei estadual nº 15.078 rebatizou o Hospital Regional de Itanhaém, como Hospital Regional Jorge Rossmann.